# Aba (Nigeria)
Aba è una località nigeriana di 691 376 abitanti.
È la città più popolosa dello Stato di Abia. Il suo sviluppo è stato estremamente rapido (58.000 abitanti nel 1963, 277.300 nel 1993, 298.900 nel 1996) soprattutto a causa della forte immigrazione seguita alla scoperta di giacimenti di idrocarburi nella zona circostante.
La città è situata nella parte orientale del delta del Niger sulle rive del fiume Aba, non molto distante dalla costa del golfo di Guinea.
Aba è situata circa 60 km a sud del capoluogo dello Stato, ovvero la città di Umuhaia, e a 50 km a nord-est di Port Harcourt.
Aba è una delle stazioni ferroviarie della ferrovia orientale ed è il più importante centro commerciale dello Stato con l’Ariara Market situato nella parte occidentale della città nei pressi dell'autostrada Port Harcourt-Enugu.
Vi sono inoltre altri mercati, e insediamenti industriali.
La sua economia di basa sull'agricoltura (olio e semi di palma e noci di cola) lavorate poi presso alcune industrie alimentari, vi si trovano anche alcune industrie tessili, della birra, chimiche e farmaceutiche.
Una delle conseguenze dell'importanza economica della città sono i gravi problemi ambientali che si trova ad affrontare, sovrappopolazione, traffico caotico e inquinamento delle acque.